# Шинто-Мару № 1
Шинто-Мару № 1 (Shinto Maru N0 1) — транспортне судно, яке під час Другої світової війни взяло участь в операціях японських збройних сил в архіпелазі Бісмарка.
3 лютого 1943 року в Південнокитайському морі за 30 км на південний схід від Гонконгу «Шинто-Мару № 1» зазнало пошкоджень середньої важкості від торпедної атаки підводного човна Tunny.
Щонайменше з літа 1943 року «Шинто-Мару № 1» неодноразово діяло в південно-східному секторі фронту, доправляючи вантажі із транспортного хабу на Палау (західні Каролінські острови відповідно) до Нової Гвінеї та архіпелагу Бісмарка.
Так, у середині червня 1943 року воно перебувало в Рабаулі (головна передова база на острові Нова Британія, з якої провадились операції на Соломонових островах), звідки 18 червня вийшло у зворотний рейс.
20 липня 1943 року «Шинто-Мару № 1» у складі конвою «Ханза № 5» попрямувало з Палау до Нової Гвінеї, куди прибуло 25 липня, а після розвантаження повернулось на Палау.
З 21 вересня по 2 жовтня 1943 року «Шинто-Мару № 1» здійснило перехід у складі конвою O-209 із японського порту Саєкі до Палау, після чого 8—15 жовтня перейшло до Рабаула разом із конвоєм SO-806.
Далі воно опинилось у Сінгапурі, звідки 13 листопада вийшло у складу конвою O-106 та 26 листопада вчергове прибуло на Палау. Звідси «Шинто-Мару № 1» вийшло 2 грудня 1943 року та 10 грудня разом із конвоєм SO-105 досягнуло Рабаула.
У кінці місяця «Шинто-Мару № 1» вже знову було на Палау, звідки 28 грудня 1943 року вийшло до Саєкі у складі конвою FU-805, який прибув до Японії 6 січня 1944 року.
25 січня 1944 року воно вийшло з Японії у складі конвою O-510 та 6 лютого досягло Палау. Звідси воно вийшло 12 лютого до Рабаула разом із конвоєм SO-903.
Уже о першій годині ночі 19 лютого 1944 року «Шинто-Мару № 1» полишило Рабаул разом із конвоєм O-902. На борту судна перебували кілька сотень військовослужбовців 11-го Повітряного флоту ВМФ Японії. У другій половині дня 19 лютого поблизу західного завершення острова Нова Ірландія (за два десятки кілометрів від Кавіенгу) «Шинто-Мару № 1» затонуло внаслідок авіаудару, при цьому загинули 65 членів екіпажу (включно зі стрільцями) та 41 пасажир.